# 早乙女勝元
早乙女 勝元（さおとめ かつもと、1932年3月26日 - 2022年5月10日）は、日本の小説家・児童文学作家。東京府東京市足立区出身。

## 生涯
- 1945年3月10日未明、12歳の時に東京大空襲を体験し、九死に一生を得る。この体験が生涯にわたる反戦・平和運動の原点となった。
- 1946年に義務教育を終え、鐘紡附属東京理化学研究所（当時）に少年工として勤務する。かたわら旧制都立第七中学校（現・都立墨田川高校）夜間部に入学、1949年中退[1]。
- 1952年に「下町の故郷」で直木賞候補。
- 1956年、「ハモニカ工場」で作家として独立[2]。
- 1962年に音楽大学を卒業したばかりの金子直枝と結婚。直枝は小学校教師となった。
- 1965年、日本民主主義文学同盟に参加[1]。
- 1970年に「東京空襲を記録する会」を結成[2]、幹事となる[1]。
- 1972年、早乙女愛（のち映像プロデューサー）が生まれる[3]。
- 2002年に東京都江東区にオープンした東京大空襲・戦災資料センター館長就任[2]。2019年退任、名誉館長。
- 2022年5月10日、老衰のため死去[2]。90歳没。

## 人物
- 地元東京下町の働く姿を描いた作品が多く、また反戦・平和をライフテーマとした。
- ベトナム戦争のときの空爆被害の救援にも力をいれていた。
- 山田洋次に、1963年制作の「下町の太陽」に際してアドバイスを行い、また山田を初めて葛飾柴又に連れて行った。
- 原作「戦争と青春」は、1991年に映画化、今井正監督の遺作となった（上映会の挨拶まわりで倒れ亡くなった）
- 毎年3月9日前後には必ず朝日新聞の読者投稿面「声」に、東京大空襲を忘れてはならぬ旨、投書し採用されていた。

## 著書
- 『下町の故郷』（1952年、葦出版社）「下町の故郷 18歳の少年の手記」 (1962年、三一新書)
- 『ハモニカ工場』（1956年、未來社）理論社、1967
- 『美しい橋』（1957年、文理書院　のち本の泉社より再刊）
- 『秘密』（1960年、角川書店　のち東邦出版社より再刊）
- 『ゆびきり』（1960年、理論社）のちフォア文庫
- 『小麦色の仲間たち』（1964年、理論社）
- 『火の瞳』鈴木義治絵. 講談社, 1964 のち文庫、青い鳥文庫
- 『胸さわぎ』 (銀河選書) 大和書房, 1965
- 『青春の歯車』（1965年、理論社）
- 『太陽がほしい!』（上・下、1968年、理論社）
- 『輝坊といっしょに(わが子とともに１)』（直枝と共著、新日本新書・草の根出版会、1980）
- 『下町の恋人たち』東邦出版社, 1968
- 『愛と口笛とぼく』（1968年、東邦出版社→『それぞれの愛』に改題、草の根出版会）
- 『おばけ煙突の歌』 (小学生文庫) 鈴木琢磨 え. 理論社, 1970
- 『東京大空襲－昭和20年3月10日の記録』（1971年、岩波新書、ルポルタージュ）
- 『あした私は行く』（1972年、理論社）
- 『早乙女勝元長編青春小説集』理論社, 1972
- 『わが街角』（1972-1976年、新潮社、全5巻）のち文庫 全3巻, 1986
- 『猫は生きている』田島征三絵（1973年、理論社）
- 『共働きはラクじゃないヨ』（1974年、草土文化→草の根出版会）
- 『ベトナムのダーちゃん』遠藤てるよ画.（1974年、童心社）
- 『下町抒情』久米宏一画, 童心社, 1974
- 『やさしく強い子に 早乙女勝元の教育論』民衆社, 1975
- 『恋人たちの絵本』永島慎二[画]. すばる書房盛光社, 1975
- 『がんばれダーちゃん』遠藤てるよ 画. 童心社, 1975
- 『親になったが運のつき（わが子とともに3）』朝日新聞社, 1976 のち朝日文庫, 1984
- 『人間として』草土文化, 1977.5
- 『人間らしく』草土文化, 1977.5
- 『絵本負元物語 お父さんのカレンダーおちこぼれの記』東本つね 絵. 理論社, 1978.12
- 『絵本東京大空襲 お父さんのカレンダーあの時・この時』おのざわ・さんいち 絵. 理論社, 1978.6
- 『パパママバイバイ』（原作、門倉訣・詩、鈴木たくま・画、草土文化, 1979→草の根出版会, 1987.9 日本図書センター 2001年2月）

1977年に発生した横浜米軍機墜落事件を題材にした絵本。1984年劇場用アニメーションも作成された。
- 『それぞれの恋』草土文化, 1979.11
- 『それぞれの愛』草土文化, 1979.11
- 『わが子わが夢 生活と教育に関する覚え書』草土文化, 1979.3
- 『東京が燃えた日 戦争と中学生』岩波ジュニア新書, 1979.6
- 『人間ならば』草土文化, 1980.5
- 『アウシュビッツからの手紙』岡野和絵. 草土文化, 1980.7
- 『アウシュビッツと私』草土文化, 1980.8
- 『おトウの子育て 末娘・愛ちゃんと歩けば』田畑精一絵. 学習研究社, 1980.9
- 『うちの父ちゃん お父さんのカレンダー』山室正男画. 理論社, 1981.10
- 『愛ちゃんと歩けば わが子とともに』草土文化, 1981.11
- 『おトウの出番だ 突貫小僧にやきもき』学習研究社, 1981.12
- 『死んでもブレストを』 (愛と平和の記録) 遠藤てるよ 画. 草土文化, 1981.12
- 『もし私が教師だったなら』民衆社, 1981.6
- 『平和に生きる 私の原点・東京大空襲』草土文化, 1982.11
- 『おかあちゃんごめんね』 (愛と平和の記録) 福田庄助画. 草土文化, 1982.7
- 『優しさと強さと アウシュビッツのコルベ神父』小学館, 1983.1
- 『わが子と訪ねた死者の森収容所』中公新書 1983.6
- 『パパママバイバイ』(アニメ絵本) 山形雄策 文, 東映動画 絵. 草土文化, 1984.7
- 『ぼくの生活夢日記』草土文化, 1985.10
- 『小学・中学・高校生』新潮社, 1985.3
- 『あおよかえってこい』遠藤てるよ 絵. 童心社, 1985.7
- 『炎のあとに、君よ』新潮社, 1985.7
- 『ターニャの日記』矢崎芳則 絵. 草土文化, 1985.7
- 『愛といのちの日記 アンネの時代に散った少女たち』小学館, 1986.8
- 『人間だいすき』草の根出版会, 1986.8
- 『火の夜』鈴木たくま 画 (フォア文庫) 理論社, 1987.3
- 『SOS!インディギルカ号』藤沢友一画. 童心社, 1987.7
- 『失職失恋、そして…』 (わたしの青春アルバム) 草の根出版会, 1987.8
- 『この父を越えて行け 心の内をフランクに語れば…』草の根出版会, 1988.10
- 『生活おもしろ手帳』草の根出版会, 1988.10
- 『さようならカバくん』鈴木義治 絵. 金の星社, 1988.2
- 『わが子わが夢 生活と教育に関する覚え書』草の根出版会, 1988.6
- 『炎の中のリンゴの歌 東京大空襲・隅田川レクイエム』小学館, 1988.7
- 『とべとべひよこ』葛岡博 絵. 金の星社, 1990.3
- 『戦争と青春』講談社, 1991
  - 改題『螢の唄』新潮文庫, 2016.2
- 『東京大空襲ものがたり』有原誠治 絵. 金の星社, 1991.9
- 『再会ベトナムのダーちゃん』大月書店, 1992.7
- 『ダーちゃんは、いま』遠藤てるよ 画. 童心社, 1992.7
- 『ベトナム"200万人"餓死の記録 1945年日本占領下で』大月書店, 1993.9
- 『私の人生案内 教育相談なども』民衆社, 1997.11
- 『生きることと学ぶこと』(岩波ジュニア新書) 1997.9
- 『世界の旅から わたしの出会った女性たち』(母と子でみる）草の根出版会, 1998.6
- 『戦争を語りつぐ 女たちの証言』(岩波新書) 1998.7
- 『エルベの誓い』 (母と子でみる 草の根出版会, 2001.11
- 『語りつぐ戦争 15人の伝言』河出書房新社, 2002.8
- 『戦争と子どもたち』河出書房新社, 2003.1
- 『図説東京大空襲』 (ふくろうの本) 河出書房新社, 2003.8
- 『キューバに吹く風』 (母と子でみる 草の根出版会, 2004.11
- 『ゴマメの歯ぎしり 平和を探して生きる』河出書房新社, 2004.7
- 『早乙女勝元 炎の夜の隅田川レクイエム』 (人間の記録 日本図書センター, 2004.8
- 『枯れ葉剤とガーちゃん』 (「写真絵本」物語ベトナムに生きて 1 草の根出版会, 2006.8
- 『戦争孤児のダーちゃん』 (「写真絵本」物語ベトナムに生きて 2) 草の根出版会, 2006.8
- 『ナパーム弾とキムちゃん』 (「写真絵本」物語ベトナムに生きて 3) 草の根出版会, 2006.8
- 『人魚姫と風車の町で 「幸福度世界一」のデンマーク』 (母と子でみる 草の根出版会, 2007.11
- 『初心そして…』草の根出版会, 2008.2
- 『空襲被災者の一分』本の泉社, 2009.3
- 『下町っ子戦争物語 ずっと心に残る19話』東京新聞出版部, 2010.3
- 『ハロランの東京大空襲 B29捕虜の消せない記憶』新日本出版社, 2012.2
- 『東京空襲下の生活日録 「銃後」が戦場化した10カ月』東京新聞, 2013.10
- 『私の東京平和散歩(ウォーク)』新日本出版社, 2013.5
- 『もしも君に会わなかったら』新日本出版社, 2014.9
- 『アンネ・フランク』新日本出版社, 2017.10
- 『プラハの子ども像 ナチス占領下の悲劇』新日本出版社, 2018.12
- 『赤ちゃんと母(ママ)の火の夜』タミヒロコ 絵. 新日本出版社, 2018.2
- 『その声を力に』新日本出版社, 2018.5
- 『徴用工の真実 強制連行から逃れて13年』新日本出版社, 2019.5
- 『ゲルニカ 無差別爆撃とファシズムのはじまり』新日本出版社, 2020.2
- 『杉原千畝とコルベ神父 生命をみつめる』新日本出版社, 2021.5

### 共編者
- 『太平洋戦争末期の市民生活 空襲・教育・報道・衣食住 市民講座』松浦総三共編. 鳩の森書房, 1977.3
- 『万歳岬の虹 玉砕島からの証言』松浦総三,鈴木均共編著. 時事通信社, 1977.7
- 『日本の空襲 3 東京』責任編集 日本の空襲編集委員会 編. 三省堂, 1980.4
- 『母と子でみる東京大空襲』編. 草土文化, 1983.3
- 『母と子でみるアウシュビッツ』編. 草土文化, 1983.8
- 『母と子でみる日本の空襲』土岐島雄共編. 草土文化, 1984.6
- 『母と子でみるアンネ・フランク 隠れ家を守った人たち』編. 草土文化, 1984.6
- 『「パパママバイバイ」ノート』編. 草土文化, 1984.8
- 『人間発見の旅 アンネ・フランクからアウシュビッツへ』編. 草土文化, 1984.9
- 『母と子でみるターニャの詩』編. 草の根出版会, 1986.6
- 『母と子でみる愛と平和の図書館』(1989、草の根出版会)
- 『人間発見の旅 アンネ・フランクからアウシュビッツへ』編著. 草の根出版会, 1987.4
- 『東京大空襲の記録 写真版』編著. 新潮文庫, 1987.7
- 『母と子でみるアウシュビッツ』編. 草の根出版会, 1987.9
- 『母と子でみる重慶からの手紙 日本は中国でなにをしたか2』編. 草の根出版会, 1989.9
- 『母と子でみる南京からの手紙 日本は中国でなにをしたか1』編. 草の根出版会, 1989.9
- 『東京を爆撃せよ 作戦任務報告書は語る』奥住喜重共著. 三省堂選書, 1990.6
- 『母と子でみるハルビンからの手紙 日本は中国でなにをしたか3』編. 草の根出版会, 1990.7
- 『延安からの手紙 日本軍の反戦兵士たち』 母と子でみる 編. 草の根出版会, 1991.3
- 『ベトナムに春近く ダーちゃんリエンちゃんの哀歌』 母と子でみる 編. 草の根出版会, 1992.8
- 『わが母の歴史』 母と子でみる 編. 草の根出版会, 1994.11
- 『「戦争と青春」と私』 母と子でみる 編. 草の根出版会, 1994.4
- 『戦争と子どもたち 写真・絵画集成』全6巻 平和図書館 土岐島雄共編. 日本図書センター, 1994.6
- 『毒ガス島』 母と子でみる 岡田黎子共編. 草の根出版会, 1994.9
- 『柳寛順の青い空 韓国で歴史をふりかえる』 母と子でみる 編. 草の根出版会, 1995.8
- 『ジュニア文学館宮沢賢治 写真・絵画集成 2 宮沢賢治の童話』編著 小松健一写真. 日本図書センター, 1996.3
- 『プラハは忘れない』 母と子でみる 編. 草の根出版会, 1996.6
- 『スーチーさんのいる国 ビルマと日本の接点』 母と子でみる 編. 草の根出版会, 1996.7
- 『台湾からの手紙 霧社事件・サヨンの旅から』 母と子でみる 編. 草の根出版会, 1996.8
- 『ゲルニカ ナチ爆撃のスペインの町』 母と子でみる 編. 草の根出版会, 1997.4
- 『軍隊のない国コスタリカ』 母と子でみる 編. 草の根出版会, 1997.7
- 『生命をみつめる 杉原領事とレーロチカのパン』 母と子でみる 編. 草の根出版会, 1998.5
- 『青春の夢みる沖縄』 母と子でみる 編. 草の根出版会, 1999.12
- 『イタリア・パルチザン』 母と子でみる 編. 草の根出版会, 1999.7
- 『穴から穴へ13年 劉連仁と強制連行』 母と子でみる 編. 草の根出版会, 2000.11
- 『ふたたび南京へ』 母と子でみる 編. 草の根出版会, 2000.4
- 『忘れないあのこと、戦争 残しておきたいわたしの戦争体験』選,「忘れないあのこと、戦争」発刊委員会 編. 文芸社, 2001.12、文芸社文庫, 2011
- 『語り継ぐ東京大空襲いま思い考えること』宗左近,豊村美恵子共著, 東京大空襲・戦災資料センター編. 東京大空襲・戦災資料センター, 2003.10
- 『東京大空襲60年母の記録 敦子よ涼子よ輝一よ』岩波ブックレット 森川寿美子共著 2005.3
- 『15歳が聞いた東京大空襲 女子学院中学生が受け継ぐ戦争体験』編著. 高文研, 2005.3
- 『炎の中、娘は背中で… 3月10日、夫・子・母を失う 語り継ぐ東京大空襲』 (本の泉社マイブックレット  鎌田十六共著. 2008.3
- 『3月10日、家族6人を失うさらに少年兵の兄まで 語り継ぐ東京大空襲』 (マイブックレット 亀谷敏子共著. 本の泉社, 2009.3
- 『平和のための名言集』編. 大和書房, 2012.8

### 著作集
- 『早乙女勝元小説選集』（理論社、全12巻）
- 『早乙女勝元自選集“愛といのちの”記録』（草の根出版会、全12巻）1991-92

## 関連資料
- 人間の記録・第153巻（日本図書センター 2004年8月）

## 漫画原作
- ほるぷ平和漫画シリーズ第11巻『炎の街に生きる』（1984年、ほるぷ出版）
  - 東京大空襲・火の瞳（画：政岡としや、1972年、週刊少年マガジン）
  - 山ゆかば!（画：あすなひろし、1970年）
  - 純情・博多っ子戦争（画：長谷川法世、1979年、アクションデラックス）

## 映画スタッフ
- 「下町の太陽」（1963年、松竹、監督：山田洋次）早乙女は原案・構成を協力。
- 「戦争と青春」（1991年、監督：今井正）、早乙女は原作・脚本を担当。

## 映画・ドラマ・舞台化作品
映画
- 「二人だけの橋」（1958年、東宝、監督：丸山誠治、主演：水野久美・久保明。「美しい橋」が原作）
- 「明日をつくる少女」（1958年、松竹、監督：井上和男、主演：桑野みゆき。「ハモニカ工場」が原作）
- 「秘密」（1960年、東映、監督：家城巳代治、主演：佐久間良子・江原慎二郎）
- 「猫は生きている」（1975年、監督：島田開。人形劇。）
- 「パパ ママ バイバイ」（1984年、監督：設楽博。アニメーション）
- 「戦争と青春」（1991年、監督：今井正、主演：工藤夕貴）
- 「ベトナムのダーちゃん」（1994年、こぶしプロ・テレビ朝日、監督：後藤俊夫、主演：古谷一行）
- 「軍隊をすてた国」（2002年、あいファクトリー、監督：山本洋子、主演：仲村清子）

ドラマ
- 「秘密」（1962年、NHK、主演：山本學）
- 「二人だけの橋」（1963年、日本教育テレビ、主演：関口宏）
- 「小麦色の仲間たち」（1964年、NHK、監督:今井正、主演：北大路欣也・佐々木愛）
- 「下町の青春」（1966年、日本教育テレビ、監督:今井正、主演：坂本九。「小麦色の仲間たち」が原作）
- 「秘密」（1975年、日本教育テレビ、主演：高橋洋子・火野正平）
- 「美しい橋」（1977年、東京放送テレビ(TBS)、主演：山口百恵）
- 「夫婦さかさま」（1982年、フジテレビジョン、主演：地井武男。「おトウの子育て」が原作）

舞台
- 「素晴らしい贈物」（1959年、新協劇団、演出：村山知義。「ハモニカ工場」が原作。後に前進座でも舞台にかかる）
- 「小麦色の仲間たち」（1964年、東京芸術座）
- 「青春の歯車」（1965年、労音自主製作ミュージカル、演出：山本薩夫・加藤盟、主演：九重佑三子）
- 「秘密」 （1979年、文化座）
- 「死んでもブレストを」（2013年、前進座　朗読劇　脚色・演出：鈴木幹二）

## 役職
- 千葉大学非常勤講師（1991年、1994年）
- NHK青年の主張全国コンクール東京地方審査員（1979年）
- 読売新聞全国綴方コンクール中央審査委員（1980年）

## 受賞歴
- 1971年 日本ジャーナリスト会議奨励賞（「東京大空襲－昭和二〇年三月十日の記録」）
- 1975年 菊池寛賞・日本ジャーナリスト会議奨励賞（東京空襲を記録する会「東京大空襲・戦災誌」）[2]
- 1992年 第15回日本アカデミー賞特別賞（『戦争と青春』で企画賞）